# Cal Christensen
Calvin L. "Cal" Christensen (Toledo, Ohio, 8 de julio de 1927-Waterville, Ohio, 31 de agosto de 2011) fue un jugador de baloncesto estadounidense que jugó durante cinco temporadas en la NBA. Con 1,96 metros de altura, lo hacía en la posición de ala-pívot.

## Trayectoria deportiva

### Universidad
Tras cumplir con el servicio militar, jugó durante tres temporadas con los Rockets de la Universidad de Toledo, siendo uno de los primeros jugadores incluidos en el Salón de la Fama de la universidad, en 1977.

### Profesional
Fue elegido en la quincuagésimo segunda posición del Draft de la NBA de 1950 por Tri-Cities Blackhawks, donde en su primera temporada promedió 6,6 puntos y 7,8 rebotes por partido. Al año siguiente el equipo se trasladó a Milwaukee, convirtiéndose en los Milwaukee Hawks. Allí perdió protagonismo, disputando solo 24 partidos en los que promedió 3,7 puntos y 3,4 rebotes.
En 1952 fue traspasado a los Rochester Royals, donde jugó tres temporadas, siendo la más destacada la segunda, en la que promedió 5,9 puntos y 5,6 rebotes por partido.
Tras dejar la NBA, jugó varias temporadas con los Washington Generals, el equipo de exhibición que se enfrenta siempre a los Harlem Globetrotters.

## Estadísticas de su carrera en la NBA

### Temporada regular
| Año     | Equipo     | PJ  | MPP  | TC%  | TL%  | RPP | APP | PPP |
| ------- | ---------- | --- | ---- | ---- | ---- | --- | --- | --- |
| 1950–51 | Tri-Cities | 67  |      | .301 | .714 | 7.8 | 2.4 | 6.6 |
| 1951–52 | Milwaukee  | 24  | 15.6 | .302 | .526 | 3.4 | 1.4 | 3.7 |
| 1952–53 | Rochester  | 59  | 13.2 | .313 | .596 | 3.4 | .9  | 3.6 |
| 1953–54 | Rochester  | 70  | 23.6 | .347 | .529 | 5.6 | 1.5 | 5.9 |
| 1954–55 | Rochester  | 71  | 17.0 | .374 | .602 | 5.5 | 1.5 | 5.0 |
| Total   | Total      | 291 | 17.9 | .330 | .606 | 5.5 | 1.6 | 5.2 |

### Playoffs
| Año   | Equipo    | PJ | MPP  | TC%  | TL%  | RPP | APP | PPP |
| ----- | --------- | -- | ---- | ---- | ---- | --- | --- | --- |
| 1953  | Rochester | 2  | 6.5  | .000 | .750 | 2.0 | .5  | 1.5 |
| 1954  | Rochester | 6  | 22.8 | .357 | .545 | 5.8 | 2.5 | 5.3 |
| 1955  | Rochester | 3  | 10.0 | .250 | .500 | 2.0 | .0  | 2.3 |
| Total | Total     | 11 | 16.4 | .308 | .563 | 4.1 | 1.5 | 3.8 |